# Oshkosh M-ATV
Le Oshkosh M-ATV est un véhicule militaire fabriqué par Oshkosh Corporation. Il est destiné à remplacer le HMMWV dans les zones de combat.
Le Oshkosh M-ATV est un véhicule protégé contre les embuscades et contre les mines (MRAP) développé par Oshkosh Corporation pour le programme de véhicule tout-terrain (M-ATV) MRAP. Destiné à remplacer les HMMWV M1114, il est conçu pour offrir les mêmes niveaux de protection que les MRAP précédents plus grands et plus lourds, mais avec une mobilité améliorée.

## Histoire

### Conditions requises et sélection

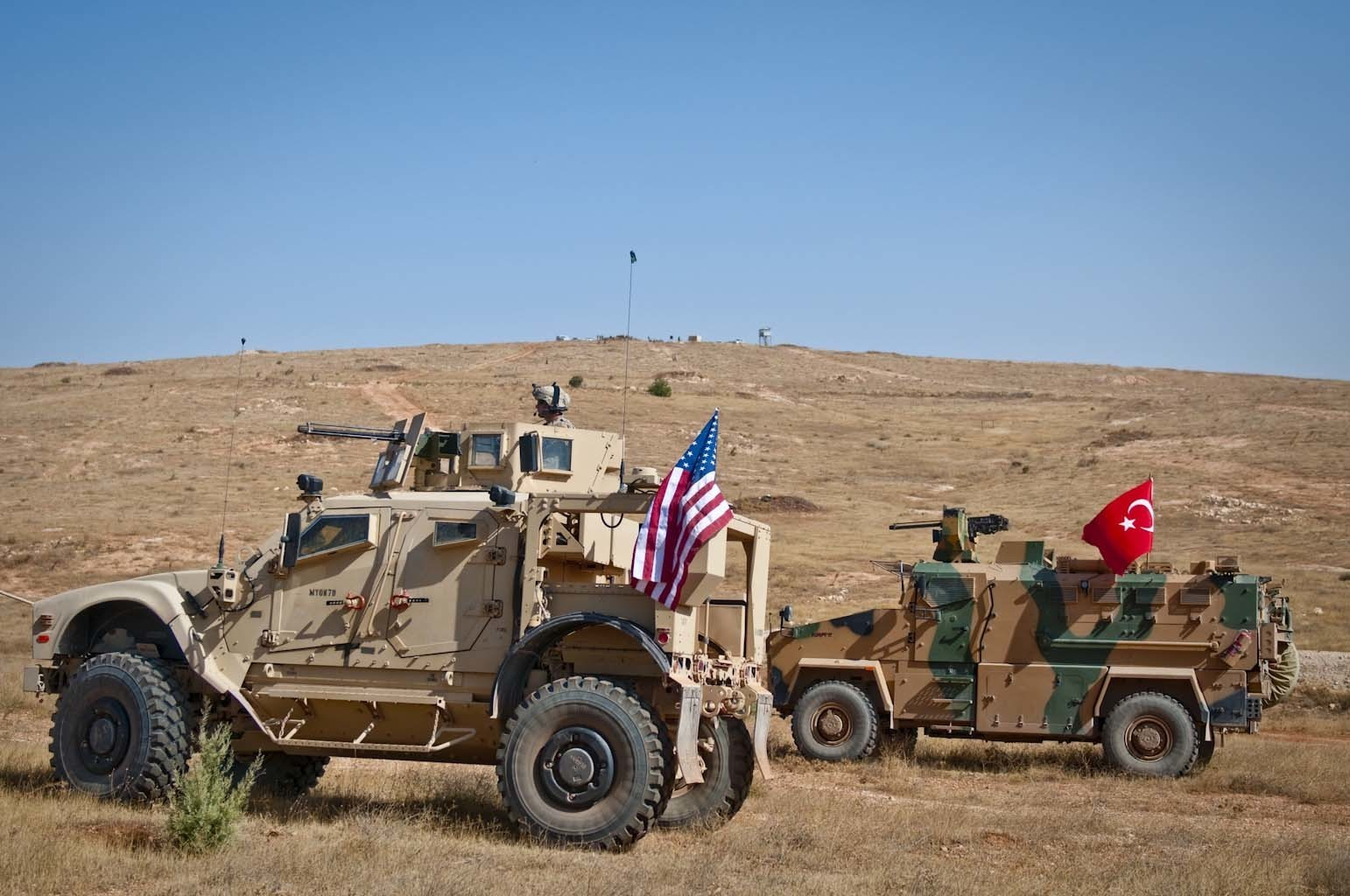
M-ATV (au premier plan) dans le Nord de la Syrie.

À l’été 2008, le Département américain de la défense (DoD) a commencé à examiner la possibilité de développer et de se procurer une variante MRAP plus légère et tout-terrain capable de s’adapter aux mauvaises routes et au terrain difficile de l’Afghanistan. L'activité de sélection de source a pris en compte les réponses de plus de 20 entreprises à une enquête sur le marché/demande de renseignements datée du 21 août 2008 et, à la mi-novembre 2008, le gouvernement américain a publié une pré-sollicitation pour un M-ATV. Début décembre 2008, l'appel d'offres (RFP) officiel de M-ATV a été publié. Les exigences initiales du programme M-ATV visaient entre 372 et 10 000 véhicules, la quantité de production la plus probable étant estimée à 2 080.
En mars 2009, on a appris que 2 types de véhicules sur 6 (provenant de 5 constructeurs) avaient été livrés à l'armée américaine pour une période d'évaluation de 5 mois, les contrats seraient attribués. Outre la proposition d'Oshkosh, BAE Systems a soumis 2 propositions, à savoir une conception dérivée du véhicule tactique léger commun (JLTV) et un dérivé de Caiman basé sur FMTV. Force Dynamics (une entreprise commune GDLS - Protection de la force / General Dynamics Land Systems) a été proposée à Cheetah, GDLS-C (Canada) a proposé un dérivé RG-31 MRAP et Navistar a proposé une solution MXT.

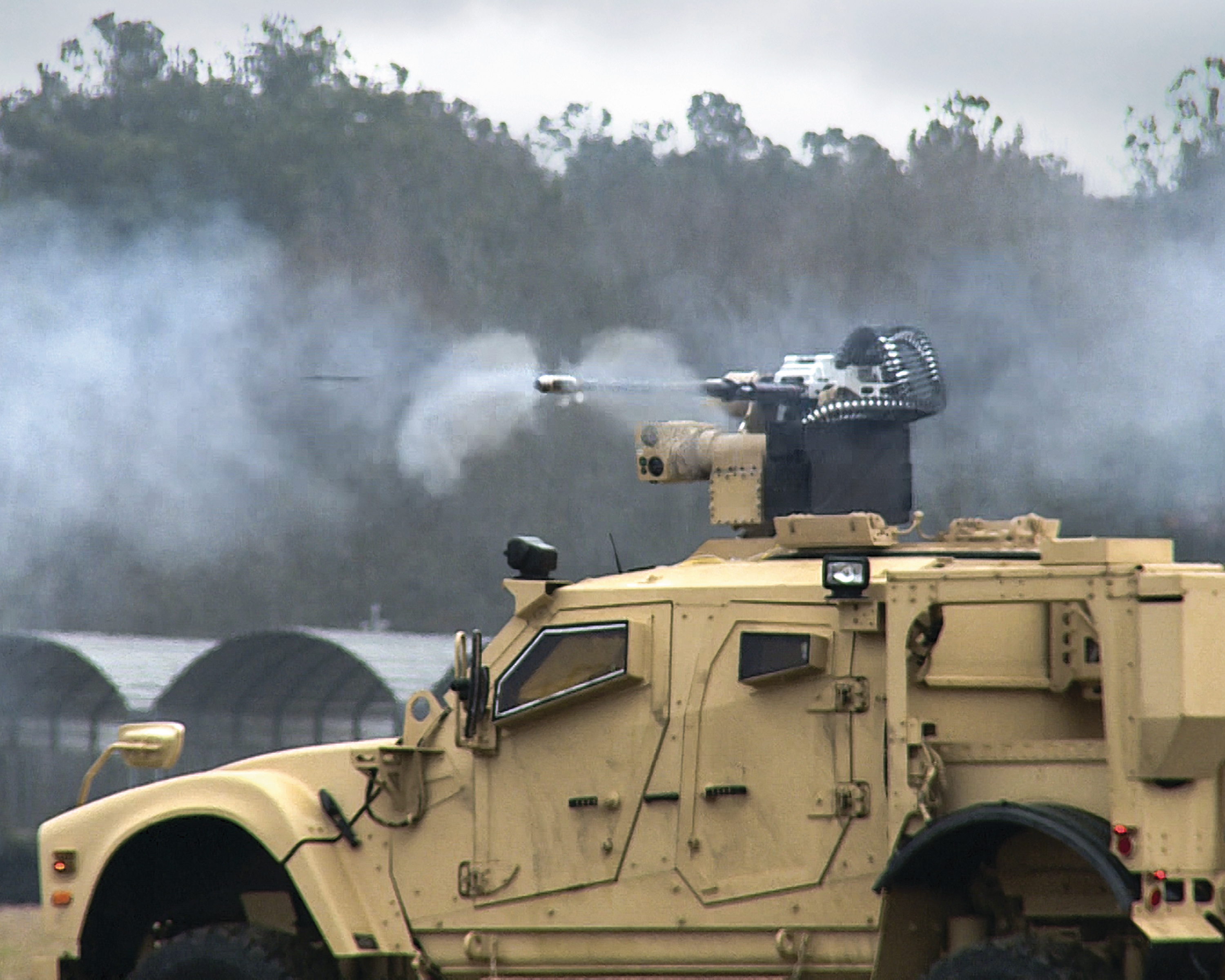
Oshkosh M-ATV armé d'un canon de 30 mm M230LF monté sur un tourelleau téléopéré EOS R400S-Mk. 2.

Après l'élimination du RG-31 de GDLS-C en mai 2009, il a été annoncé que les 5 soumissionnaires restants avaient remporté des contrats ID/IQ et devaient chacun livrer 3 véhicules d'essai prêts pour la production pour la prochaine étape du concours. À l’issue des essais, le DoD américain a déclaré qu’il envisageait de sélectionner un seul producteur de M-ATV mais pouvait, à sa discrétion, passer des commandes de production avec plusieurs producteurs comme il l’avait fait lors de la première acquisition de MRAP. Le 30 juin 2009, l'attribution du contrat M-ATV a été annoncée avec l'attribution d'un contrat unique ID/IQ à Oshkosh,,. Le brigadier général Michael Brogan, responsable du programme du MRAP pour le Corps des marines des États-Unis, a déclaré que l'Oshkosh M-ATV avait été choisi parce qu'il offrait la meilleure capacité de survie et qu'Oshkosh disposait des meilleures capacités techniques et de fabrication de tous les concurrents. L’offre d’Oshkosh était également la deuxième moins chère,.
La commande initiale de livraison de M-ATV était évaluée à plus de 1 milliard de dollars et comprenait 2 244 M-ATV. L’exigence globale en matière de M-ATV avait augmenté début juin de 2 080 à 5 244 M-ATV, divisés entre 2 598 (Armée), 1 565 (Marines), 643 (Commandement des opérations spéciales des États-Unis), 280 (Armée de l’air), 65 (Marine), Et 93 pour les tests.

### Production et rénovation
En juillet 2009, les 46 premiers M-ATV ont été livrés et en novembre, le 1 000e M-ATV a été livré. Oshkosh a conclu son obligation contractuelle de produire 1 000 M-VTT par mois d'avance en décembre 2009, en utilisant ses installations de fabrication existantes à Oshkosh, dans le Wisconsin (50%), et en exploitant ses installations de traitement télescopique JLG de McConnellsburg, touchées par la récession, PA (50%). Les premiers véhicules sont arrivés en Afghanistan en octobre 2009 et devaient tous être livrés d'ici mars 2010.
Au total, 8 722 M-ATV ont été livrés à l’armée américaine, au US Marine Corps, à l'US Air Force et au commandement des opérations spéciales américaines (SOCOM). Les M-ATV ont été livrés en 2 variantes principales. Le modèle de base est désigné M1240 avec la tourelle habitée d'Object Gunner Protection Kit [OGPK] ; Il est désigné M1240A1 lorsqu'il est équipé du kit d'amélioration de la carrosserie (UIK). La deuxième variante principale est désignée M1277 et est équipée d'un tourelleau téléopéré M153 CROWS. Produite en plus petit nombre, la variante spécifique à SOCOM est désignée par M1245, M1245A1 avec UIK adapté.
Dans le cadre de la cession globale de la flotte de MRAP, le gouvernement américain conservera environ 80% (environ 7 000) de la flotte de M-ATV, dont 5 651 (dont 250 pour la SOCOM) seront conservés par l'Armée de terre. Des travaux sont actuellement en cours aux installations d'Oshkosh, dans le Wisconsin, et au dépôt de l'armée de Red River, afin de réinitialiser les quelque 7 000 M-ATV conservés à une norme de construction commune. Oshkosh a remporté un contrat initial de 500 véhicules pour la réinitialisation de M-ATV en août 2014. 3 options de contrat supplémentaires pour 100 véhicules chacune ont été octroyées en décembre 2014. La valeur totale du contrat est supérieure à 77 millions USD. Les livraisons devaient se poursuivre jusqu'en septembre 2015.

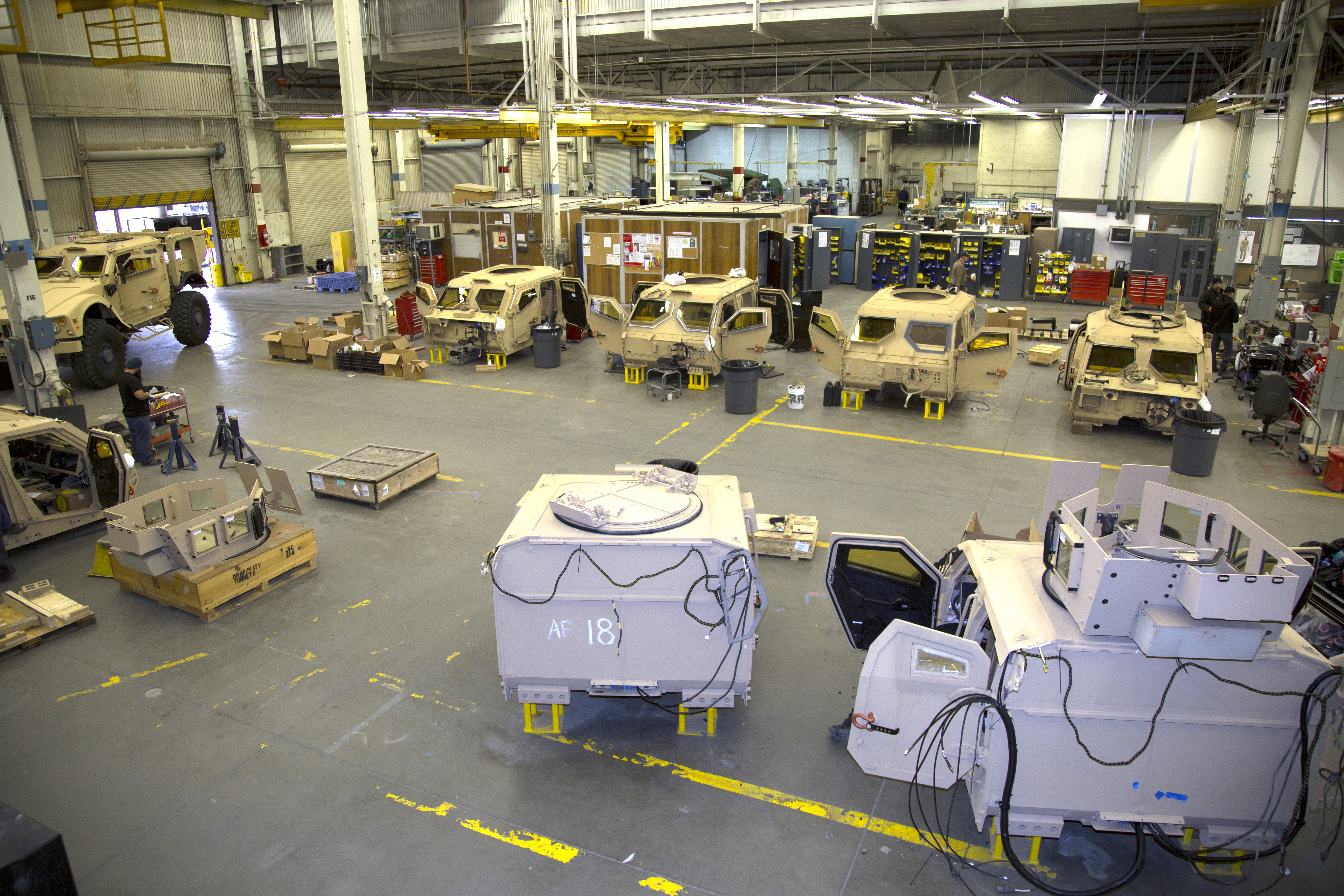
Composants M-ATV en cours de rénovation, 2017

Réinitialiser les centres de travail pour ramener les véhicules à la norme LRIP (Low Rate Initial Production) 22 : il s’agit essentiellement de la norme de construction du dernier lot de production M-ATV. Le LRIP 22 comprend des mises à niveau telles que l'UIK et le système amélioré d'extinction automatique d'incendie (AFES). Les travaux de réinitialisation ajoutent également des propositions de modification technique (PCS) incluant la réduction de la signature acoustique (silencieux), le stockage de munitions du système de retenue pour munitions modulaire (MARS) et la relocalisation de certains équipements fournis par le gouvernement.
Le 28 mai 2015, Oshkosh a annoncé que l'armée américaine lui avait octroyé une modification du contrat pour la réinitialisation de 360 M-ATV supplémentaires. La modification inclut des options permettant de réinitialiser jusqu'à 1 440 M-ATV supplémentaires. Les livraisons pour cette dernière modification ont débuté en octobre 2015. Oshkosh a signé un contrat de révision d'un total de 1 160 M-ATV d'une valeur totale de plus de 115 millions de dollars.
En janvier 2017, les US Marine Corps ont annoncé qu'ils moderniseraient et rénoveraient environ 80 M-ATV sur une période de 5 mois. Les travaux devaient durer entre 3 et 4 semaines pour chaque M-ATV et coûter environ 385 000 USD par véhicule. Les M-ATV des forces maritimes et aériennes sont impliqués. La principale différence entre les 2 services M-ATV est l’armement. Les M-ATF de la Force aérienne sont équipés d'un tourelleau téléopéré CROWS, tandis que les M-ATV Marine sont équipés du kit OGPK comprenant un ensemble de panneaux en verre blindé protégeant le mitrailleur de toit.

### Développement
À la convention AUVSI (2013) de l'Association for Unmanned Vehicle Systems International (Association Internationale pour les systèmes de véhicules non habités, en français), Oshkosh a annoncé l'intégration du système TerraMax au M-ATV afin de permettre la conversion de ce type de véhicule en véhicule terrestre sans pilote. L’objectif est d’utiliser le M-ATV comme une plate-forme sans pilote pour les missions de dégagement de route et de lutte contre les engins explosifs improvisés.

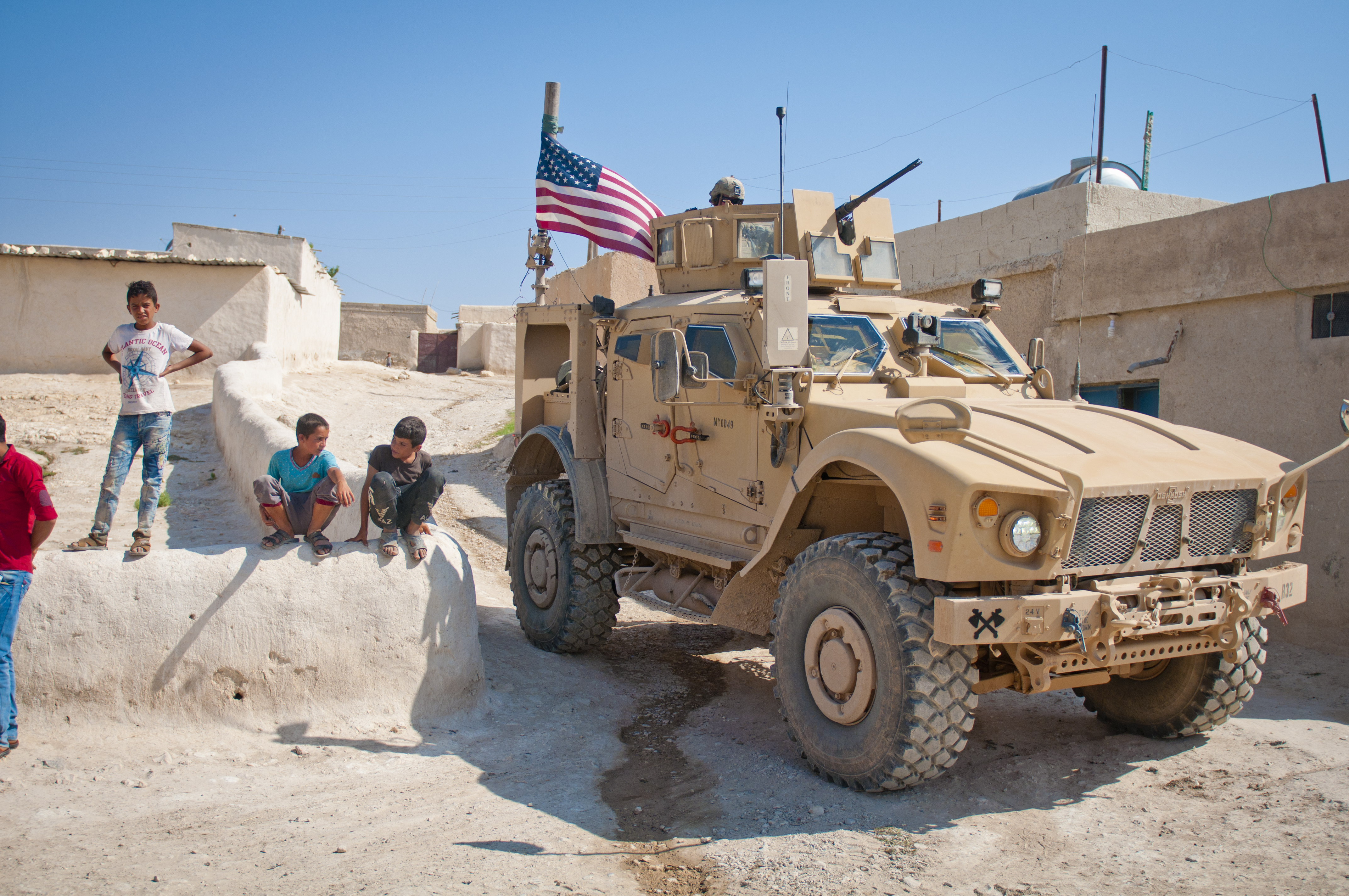
Un M-ATV utilisé par les troupes américaines près de Manbij, en Syrie, juillet 2018

Oshkosh Defence a dévoilé la variante médicale M-ATV Extended Wheel Base (EXM) au salon international de la défense et des expositions (IDEX) 2015 (du 22 au 26 février) à Abu Dhabi, dans les Émirats arabes unis. Cette variante du M-ATV a une capacité intérieure suffisante pour transporter simultanément 2 patients liés à la civière, 2 patients ambulatoires, un médecin, un commandant et un conducteur. La configuration interne personnalisable du M-ATV EXM permet également un accès rapide à l’équipement par un médecin en position centrale.
En février 2015, Oshkosh Defence et Alliant Techsystems ont organisé une démonstration de tir du canon à énergie externe M230 sur un M-ATV pour démontrer la viabilité et l'efficacité d'un système d'arme de moyen calibre pour véhicules tactiques légers. La démonstration de tir réel a mis en avant une précision accrue lors des combats mobiles et une létalité améliorée sur le M-ATV à l'aide de l'arme, montée sur le R400S-Mk2, une station d'armes distante stabilisée à 3 axes pesant moins de 400 kg. L'ajout du M230LF stabilisé sur le tourelleau téléopéré de 72,6 kg (160 lb) procure une létalité précise et mobile, généralement réservée aux véhicules de combat plus lourds, avec une mobilité en tout-terrain exceptionnelle et des niveaux de protection MRAP.
Le M-ATV s'est avéré plus facile à survivre[pas clair] que le Humvee et était plus léger que les autres versions du MRAP. Afin d'améliorer la survivabilité et la mobilité des troupes, l'armée américaine a lancé le programme JLTV (Joint Light Tactical Vehicle) pour obtenir un véhicule combinant un poids léger, mobilité et protection. En août 2015, Oshkosh s'est vu attribuer le contrat de son véhicule tout-terrain tactique de combat léger (L-ATV), qui tirait les leçons de la conception de la mise en service du M-ATV et les intégrait dans un camion pesant les deux tiers du poids tout en ayant une vitesse sur route plus rapide.
En 2018, le US Marine Corps déployait un système anti-drones (C-UAS (Counter-Unmanned Aerial System) pouvant être monté sur un M-ATV. Ce système est efficace contre les drones et les systèmes d'armes anti-aérien basés au sol, il fonctionne avec un radar en bande S du RPS-42, le système de guerre électronique Modi, des capteurs visuels et un drone anti-drone Raytheon Coyote pour détecter, suivre et détruire les drones hostiles.

## Conception

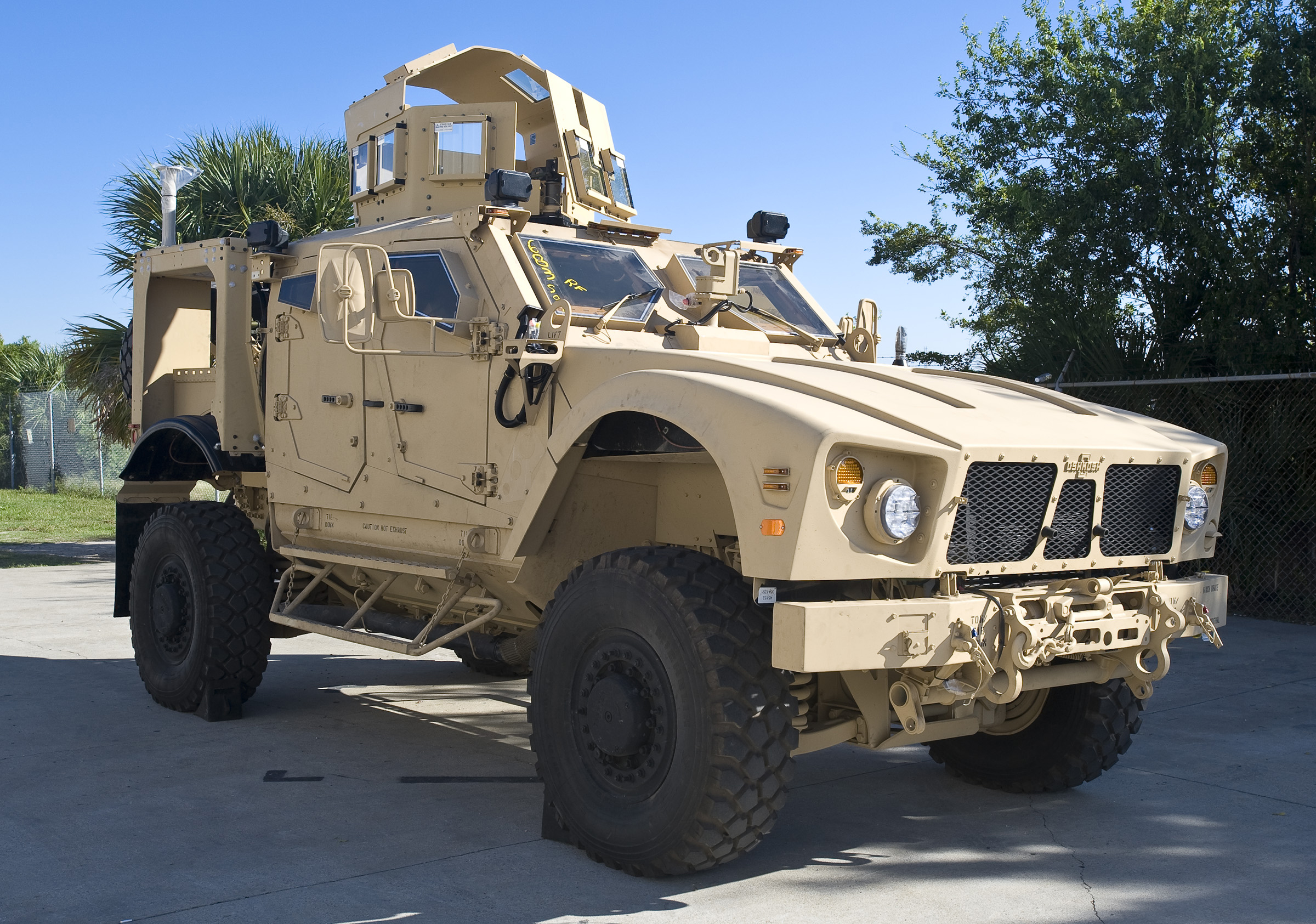
Un premier modèle de M-ATV de septembre 2009, le poste du mitrailleur est protégé par une enceinte de vitres pare-balles.

Le M-ATV combine une coque blindée conçue par Plasan développée pour la proposition de phase de développement technologique JTLT de Northrop Grumman/Oshkosh, avec certains éléments du châssis de remplacement tactique de véhicule moyen (MTVR) et la suspension TAK-4 d’Oshkosh. La suspension TAK-4 est entièrement indépendante et à ressorts hélicoïdaux et offre un débattement de 16 pouces.
En plus de la coque en forme de V optimisée pour la protection contre l'effet de souffle des explosions d'IED, le radiateur et le carter d'huile sont conçus pour fonctionner pendant encore un kilomètre après avoir été frappé par des balles de calibre 7,62mm. Le compartiment moteur est également équipé d'un système d'extinction automatique d'incendie Stat-X. Une centrale de gonflage des pneus (CTIS) et des pneus « run flat » permettent au M-ATV de parcourir au moins 48 km, avec deux pneus crevés. Le M-ATV comprend également un système antipatinage et des freins antiblocage.
L'armement est monté sur le toit et peut être actionné manuellement depuis une trappe amménagée dans le toit ou sous blindage via un tourelleau téléopéré CROWS ou R400S-Mk. 2, ce dernier est stabilisé sur les trois plans. L'armement peut comprendre, suivant les options une mitrailleuse M240, un lance-grenades automatique Mk 19, une mitrailleuse lourde M2 Browning, ou encore des lance-missiles antichar MILAN ou TOW.
Les autres caractéristiques du M-ATV comprennent un système CVC et des prises de courant pour le chargement des appareils électriques portables. Le M-ATV est également unique parmi les conceptions de type MRAP du fait de son système de portières « antagonistes » (une « standard » à l'avant et une « suicide » à l'arrière).

## Exports
L'armée des Émirats arabes unis a initialement commandé 55 M-ATV lors d'une vente de FMS en 2011. Les Emirats Arabes Unis ont commandé 750 autres MV directement à Oshkosh en juillet 2012. Ils visent à améliorer la mobilité hors route et la protection des équipages pour la sécurité et la paix dans la région. Opérations de maintien. Les utilisateurs incluent la Garde présidentielle d'élite. Les livraisons ont été finalisées en août 2013,,.En septembre 2014, les EAU ont demandé 44 M-ATV supplémentaires aux stocks excédentaires des États-Unis.
En septembre 2013, l'armée saoudienne a entamé les négociations en vue d'une commande d'un nombre non divulgué de M-ATV. L'Arabie Saoudite a reçu environ 450 M-ATV, y compris certaines variantes à empattement allongé.
Le 7 avril 2014, le gouvernement des États-Unis a fait don de 162 M-ATV à l'Armée Croate pour les utiliser dans des opérations de combat à petite échelle dans des environnements urbains et restreints. 15 M-ATV sont destinés au Commandement des Forces Spéciales Croates (SFCOM), 5 au commandement du soutien (SCOM), 2 au Régiment de la Police Militaire et 78 sont entrés en service dans l'Armée Croate en 2015, et  62 autres suivront en 2016 pour le 1er bataillon de la brigade de gardes motorisés à Gospic.
En janvier 2015, il a été annoncé que les États-Unis allaient faire don à l'Ouzbékistan de 308 véhicules MRAP (Mine Resistant Embush Protected) protégés dans le cadre du programme Excess Defence Articles. Les produits demandés comprennent 159 M-ATV avec UIK, plus 50 véhicules MaxxPro Plus, 20 véhicules de dépannage MaxxPro, 50 véhicules BAE RG-33L CAT II et 70 Cougar CAT 1 (W / ISS (65); W / ISS 5),.
En février 2015, il a été révélé que les États-Unis fournissaient 20 M-ATV aux soldats de la paix de l'Union Africaine (UA) en Somalie. Ces ATV remplaceront les véhicules Casspir des années 80 les plus anciens.
Le 25 février 2015, les forces spéciales polonaises ont reçu 45 M-ATV. La cérémonie de passation de pouvoir a eu lieu à Cracovie, en Pologne, et l'ambassadeur américain en Pologne, Stephen D. Mull, a participé à l'événement. La livraison des véhicules MRAP a été effectuée dans le cadre du programme Excess Defence Articles, méthode standard selon laquelle l’armée américaine donne des surplus d’équipement aux alliés.
En juin 2016, des photographies publiées par le Ministère Irakien de la Défense montraient des M-ATV avec des unités des Forces d'Opérations Spéciales Irakiennes (ISOF) (également appelées le Service de lutte contre le terrorisme (CTS)) avançant vers le nord en vue de l'opération visant à reprendre le contrôle de l'État islamique. Ville de Mossoul.

## Variantes

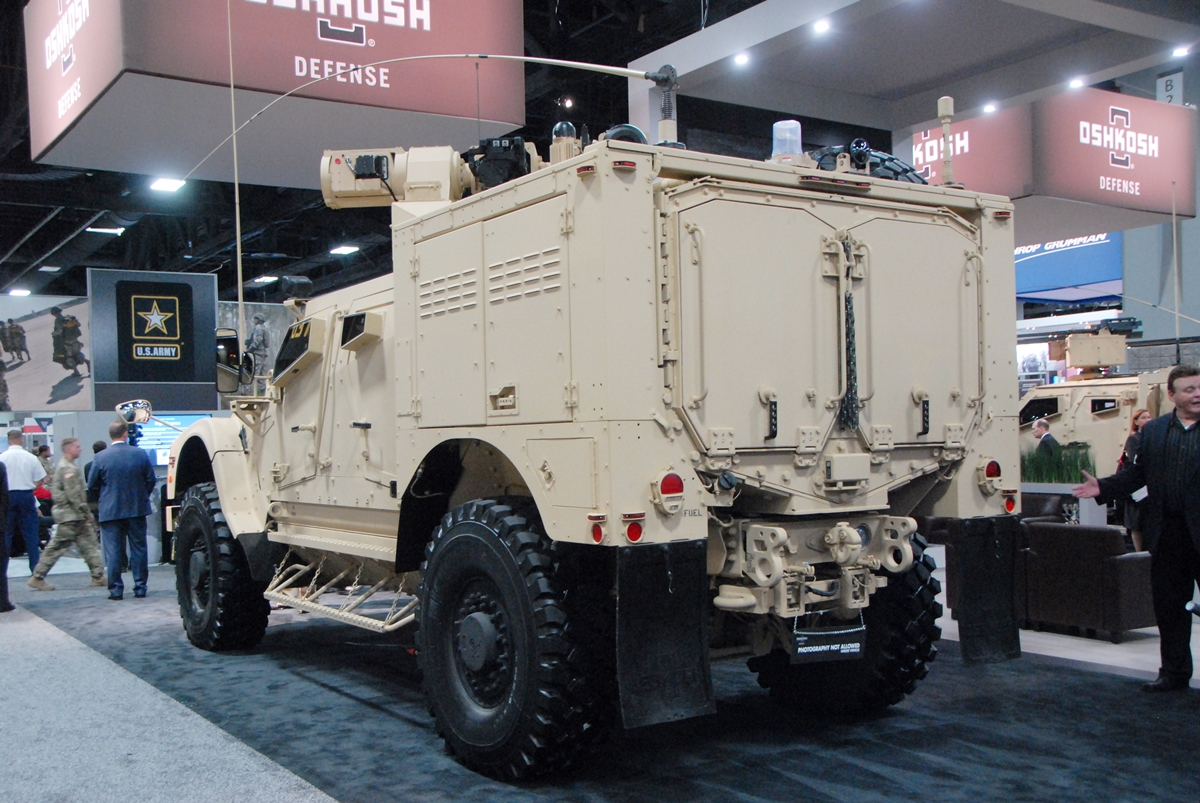
à AUSA 2016, première exposition publique de M-ATV en configuration Assault

Oshkosh avait auparavant annoncé l'ajout de variantes dans famille M-ATV en avril 2014. La gamme a évolué depuis lors, avec cinq variantes annoncées en mai 2016.
Les 5 variantes sont :
- M-ATV Special Forces – 5 places avec espace de chargement protégé. Poids à vide : 14 273 kg. Charge utile : 2 495 kg .
- M-ATV Assault – Sièges modulaires pouvant accueillir jusqu'à 11 personnes. Poids à vide : 16 080 kg . Charge utile : 1 996 kg . Empattement prolongé.
- M-ATV Engineer – Sièges modulables de 5 à 11 personnes. Poids à vide : 15 928 kg . Charge utile : 1 996 kg . Rouleau de mine prêt. Empattement prolongé.
- M-ATV Command – 5 places. Poids à vide : 15 934 kg . charge utile : 1 996 kg . Empattement allongé.
- M-ATV Utility – 5 places. Poids à vide avec carburant : 13 310 kg ; charge utile : 3 181 kg. Plate-forme à plat avec fixations coin ISO-lock. Empattement allongé.

### Démonstrateur de technologie de 6×6

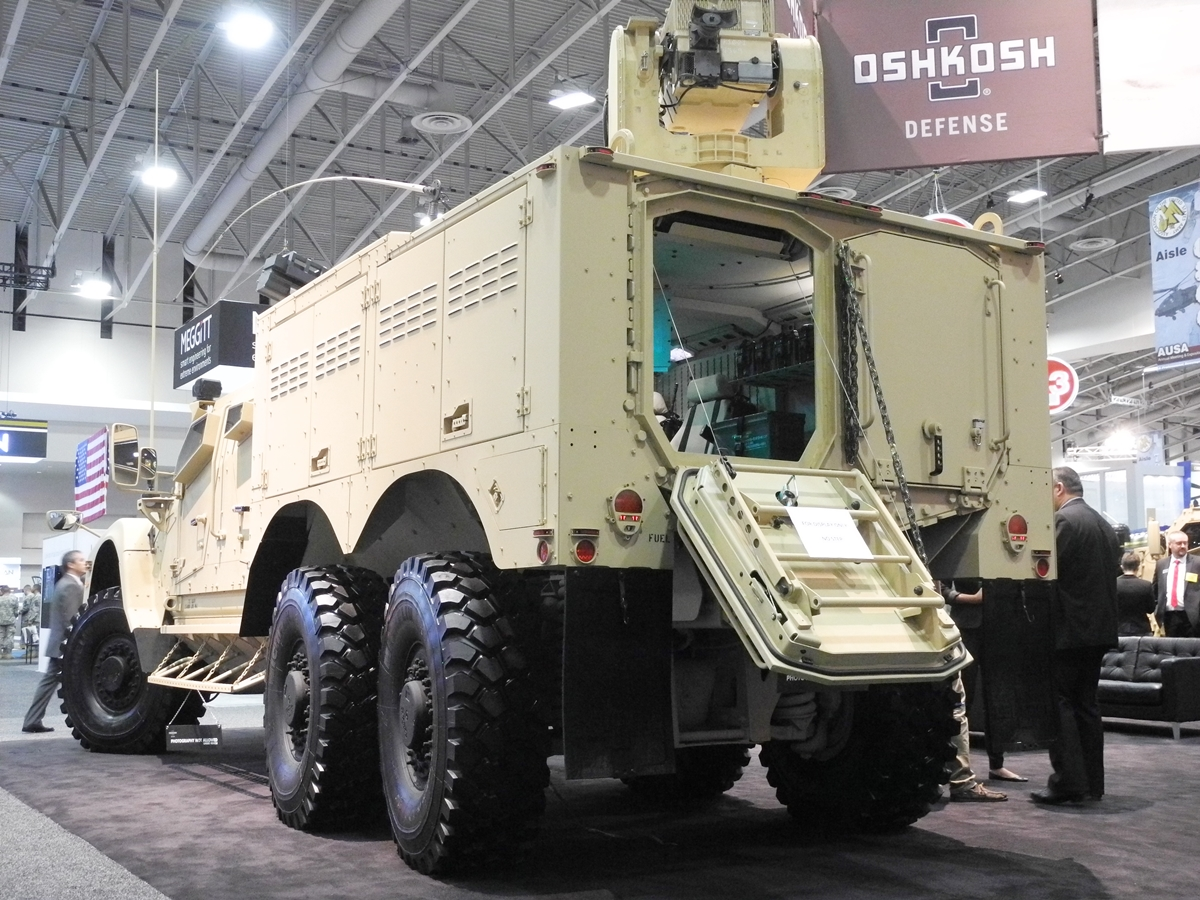
Oshkosh Defense M-ATV 6×6 à AUSA 2015

En octobre 2015, Oshkosh a dévoilé un démonstrateur de technologie à roues 6×6 M-ATV. Le véhicule a été conçu avec un plus grand volume intérieur pour le transport de trois membres d’équipage et 8-12 soldats et dans le but d’avoir une plus grande capacité de charge utile, tout en conservant la protection au niveau du MRAP et la mobilité tout terrain, combinant la suspension à roues indépendantes TAK-4 et le 6×6 M-ATV intégral dirigé pour une maniabilité sur tous les terrains. La vitesse de pointe est de 105 km/h. Il a un poids à vide de 19 tonnes, une capacité de charge utile de 5 400 kg et un rayon de braquage identique à la version 4x4,.

## Utilisateurs

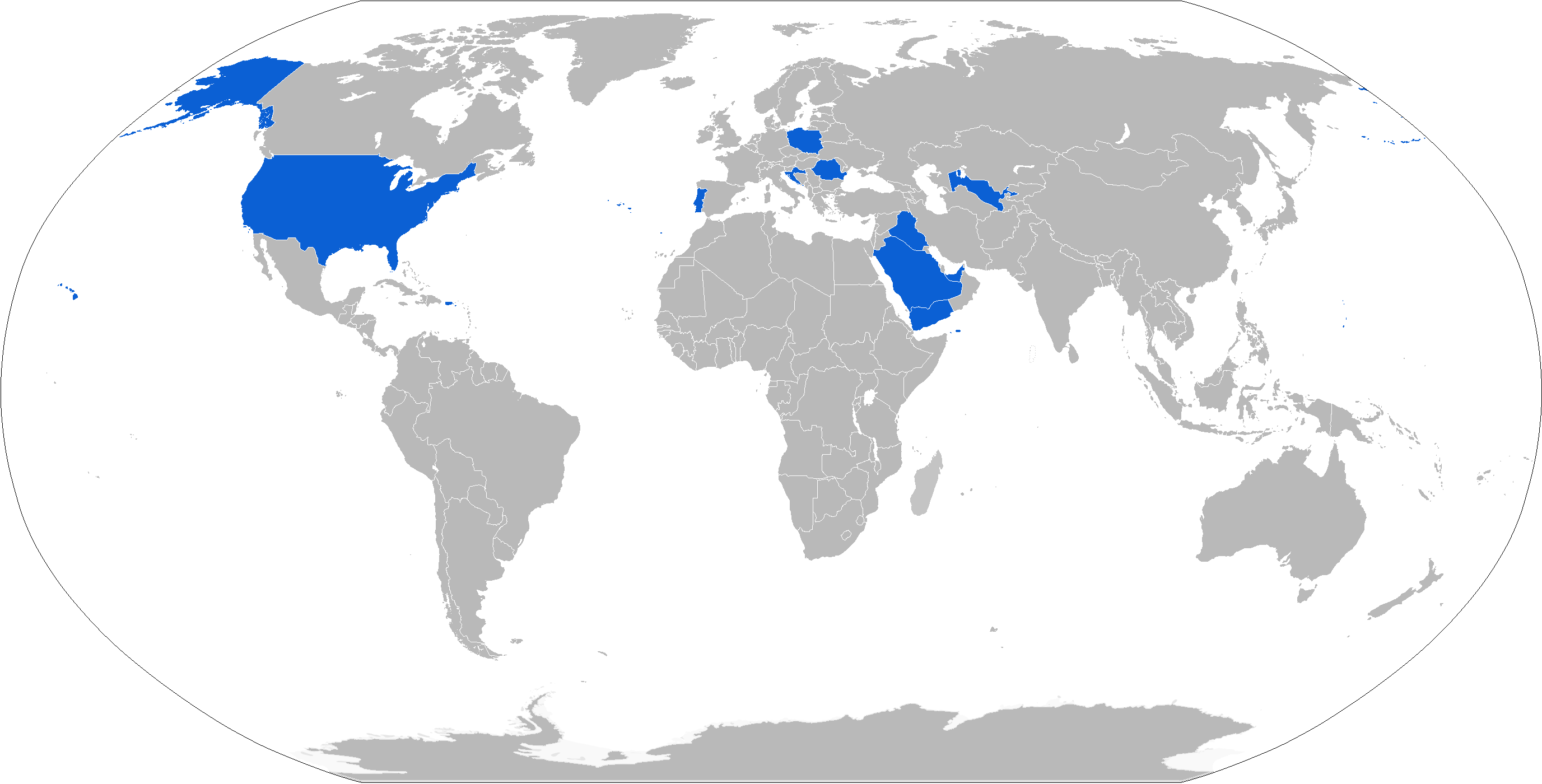
Carte des utilisateurs de M-ATV à partir de juin 2016

- Arabie saoudite : 160 à partir de 2016; 1000 en 202
- Bahreïn[38] : Nombre inconnu
- Croatie : 147 avec l’armée et 15 avec les Forces spéciales à partir de 2016
- Émirats arabes unis : 750 à partir de 2016
- États-Unis : 5 651 dans l’armée et 704 avec l’USMC à partir de 2016
- Irak[34] :
- Maroc[39]
- Pologne : 45 à partir de 2016
- Portugal : 22 véhicules conduits en Afghanistan[40]
- Ouzbékistan[41] : 4
- Ukraine : nombre inconnu livrés par les États-Unis en mars 2023 dans le cadre de l'Invasion russe de l'Ukraine. En service dans la 37e brigade d'infanterie navale
- Yémen : Preuve de l’usage par les 2 parties au conflit en cours[34],[42]

## Culture populaire
- Le M-ATV apparaît dans les jeux vidéo Call of Duty: Ghosts et Arma III (Sous le nom "Hunter").

## A voir aussi
- Oshkosh L-ATV
- Joint Light Tactical Vehicle